# Addenda
Una addenda és una nota o conjunt de notes addicionals a la fi d'un escrit, d'un llibre. Prové del llatí gerundiu addendum, plural addenda, "allò que cal afegir", de addere.